# ماذا الآن (أغنية)
وات ناو هي أغنية سجلتها المغنية البربادوسية ريانا لألبومها الإستديو السابع، أنبولجتك (2012). من كتابة أوليفيا ويث وريانا جنباً إلى جنب مع منتجي الأغنية، باركر آيل ونيثن كاسيلز. مجموعة من الريمكسات الحصرية صدرت للتحميل في الموقع الإلكتروني Beatport في 29 أغسطس، 2013. وفيما بعد صدرت هذه الريمكسات عبر الآي تيونز، أمازون، وجوجل بلاي في 17 سبتمبر، 2013، على التوالي. مجموعة ريمكسات أخرى صدرت للتحميل على الموقع الإلكتروني Beatport في 29 أكتوبر، 2013. الأغنية هي أغنية بيانو بالاد مع إيقاع منتصف والتي تتضمن بعض الأصوات التي تشبه «قنابل صوتية» خلال الجوقة وقرع الطبول بقوة أيضاً.

## الكتابة والإنتاج

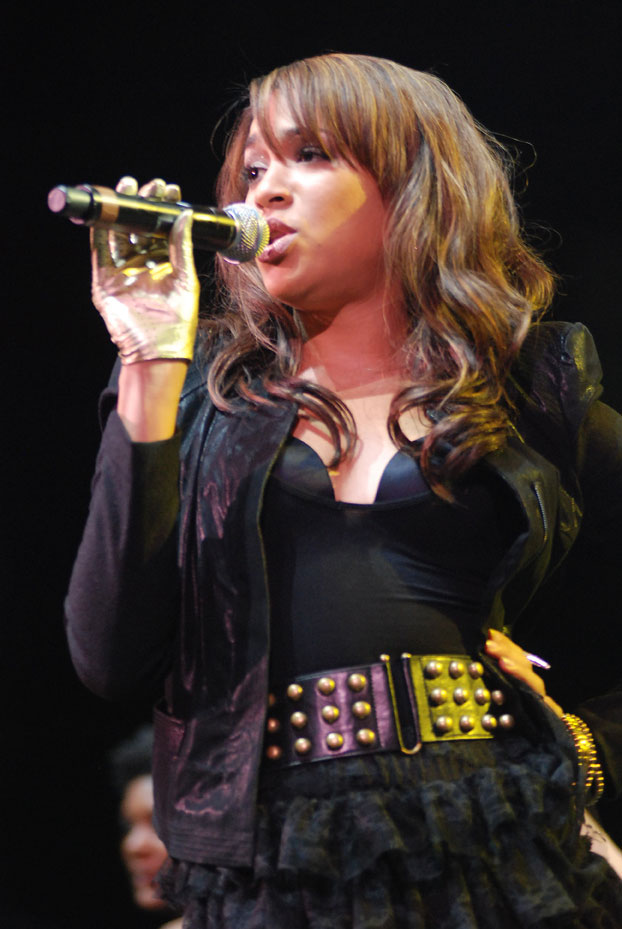
شاركت ليفي فرانك في كتابة الأغنية.

«وات ناو» من كتابة المغنية وكاتبة الأغاني البريطانية ليفي فرانك وريانا جنباً إلى جنب مع منتجي الأغنية، باركر آيل ونيثن كاسيلز. تم تسجيل الصوت للأغنية من قبل باركر آيل ونيثن كاسيلز في استوديوهات متروبوليس في لندن، المملكة المتحدة. تم تسجيل صوت ريانا من قبل كوك هاريل مع ماركوس توفار في استوديوهات ويستليك في لوس أنلجوس، كاليفورنيا. هندسة الصوت لأغنية «وات ناو» كانت من قبل بليك ماريس وروبرت كوهين. تم خلط الأغنية من قبل فيل تان في استوديوهات نينجا كلوب في أتلانتا، جورجيا مع دانييلا ريفيرا كمساعد في هندسة الاختلاط.

## الإصدار
صدرت «وات ناو» كأغنية منفردة سادسة من أنبولجتك. عشرة ريمكسات للأغنية صدرت رقمياً عن طريق التحميل من الموقع الإكتروني Beatport في 28 أغسطس، 2013 في الولايات المتحدة. نفس الريمكسات، تم إضافتها في متجر الآي تيونز في 17 سبتمبر. تم إرسال «وات ناو» إلى ريذمك كونتيمبوراري راديو في الولايات المتحدة في 24 سبتمبر. تم إرسالها في وقت لاحق إلى كونتيمبوراري هيت رايدو في 1 أكتوبر.

## استقبال النقاد
كتب جيم فاربر من صحيفة Daily News أنه على الرغم من «وات ناو» قد لا تنافس أغاني بيونسي نولز، ولكنها تدل على النضج. أثنى براد ستيرن من MTV Buzzworthy أداء ريانا الصوتي على الأغنية، وأشار على أن صوتها «مؤثر جداً في الأغنية». أندي كلمان من Allmusic أثنى الأغنية ووصفها على أنها «أغنية بالاد عظيمة جداً».

## الأداء التجاري
عندما صدر أنبولجتك، دخلت «وات ناو» الرسم البياني الفرنسي والبريطاني بسبب المبيعات الرقمية القوية. دخلت لأول مرة على الرسم البياني الفرنسي في المركز المائة والأربعة والأربعين لمدة أسبوع في 1 ديسمبر، 2012، وأمضت على الرسم البياني لمدة أسبوع واحد. في 2 ديسمبر، 2012، دخلت لأول مرة المركز المائة والخامس والستين على الرسم البياني البريطاني، والمركز الثاني والثلاثين على الرسم البياني البريطاني لأغاني الآر أند بي. في 27 يوليو، 2013، دخلت الأغنية لأول مرة المركز الثامن والثلاثين على الرسن البياني البلجيكي في منطقة والونيا. صدرت «وات ناو» في وقت لاحق في أستراليا كأغنية منفردة رابعة من الألبوم. دخلت لأول مرة المركز السابع والثلاثين على الرسم البياني الأسترالي في 18 أغسطس، 2013، بلغت ذروتها في المركز الواحد والعشرين.

## الأغنية المصورة
تم تصوير الأغنية المصورة لأغنية «وات ناو» داخل مستودع في بوكيت، تايلاند في 17 سبتمبر، 2013، خلال دايموندز وورلد تور في البلاد. تم إخراج الأغنية المصورة من قبل جيف نيكولاس، جوناثان كرافن، ودارين كريغ من أبرايزنق كريتفتي. في 13 نوفمبر، كشفت ريانا فيديو وراء الكواليس عبر حسابها الرسمي على قناة فيفو. الأغنية المصورة الرسمية صدرت على فيفو في 15 نوفمبر، 2013.
| ماذا الآن (أغنية) | سوف يكون غريب، مخيف جداً لأن 'وات ناو' هي واحدة من تلك الأغاني التي يمكنك أن تشعر بالملل. لأنه يمكنك تقريباً أن تتوقع الأحداث التي سوف تحدث في الأغنية المصورة. الجميع على الأرجع يتوقعون أغنية مصورة تسرد قصة متوقعة، مثلاً قصة حب. لكن هذه الأغنية المصورة مختلفة جداً - ريانا تتحدث عن اتجاه الأغنية المصورة. | ماذا الآن (أغنية) |

## العروض الحية

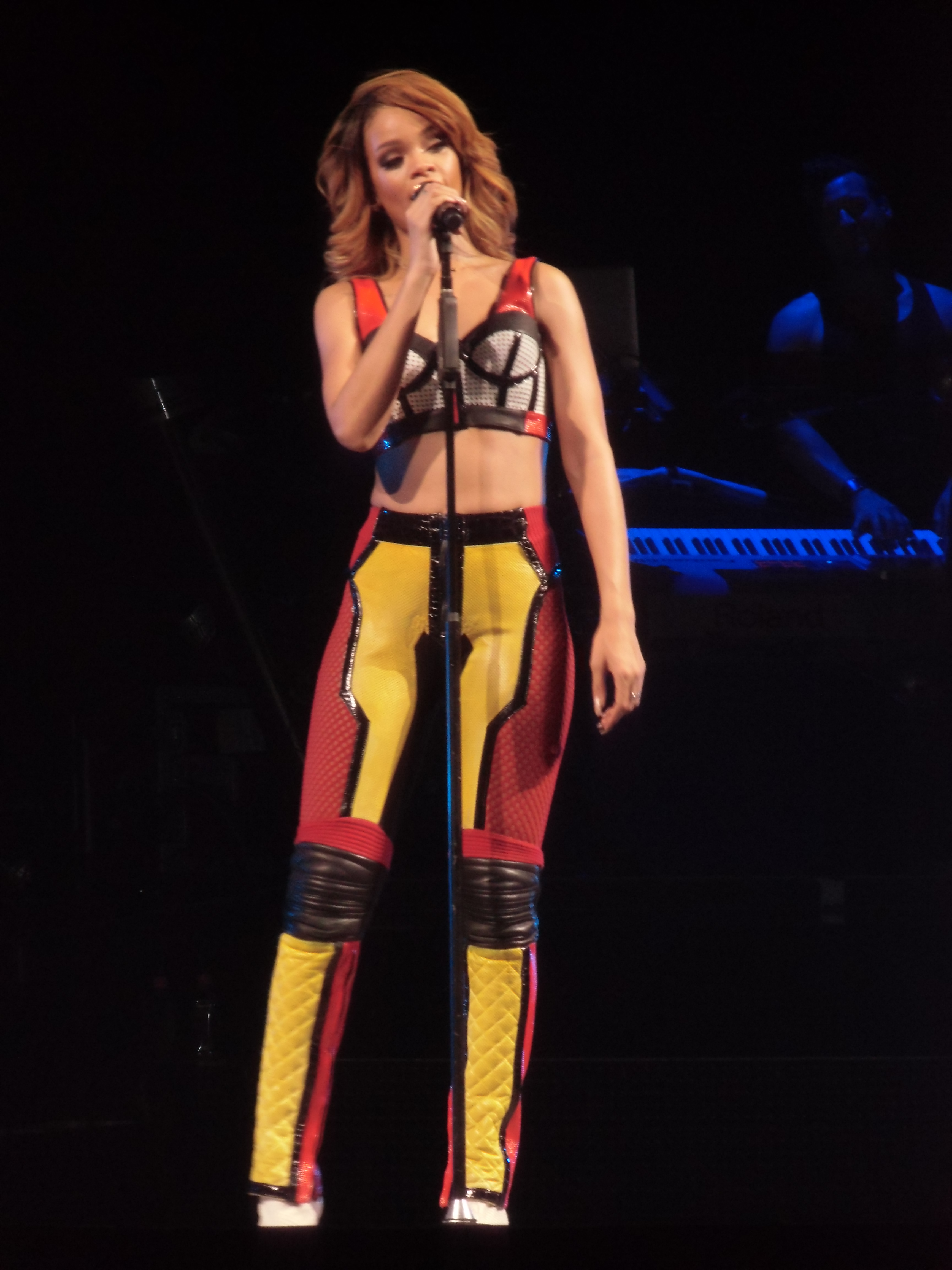
ريانا تؤدي في جولة الماس العالمية في كولونيا في 26 يونيو 2013.

في 27 سبتمبر، 2013، قامت ريانا بأداء الأغنية على القناة الرابعة البريطانية في برنامج آلان كار: تشاتي مان. أدرجت الأغنية في قائمة أغاني جولة ريانا العالمية دايموندز وورلد تور (2013).

## الصيغ وقائمة الأغاني
| - ريمكسات رقمية 1. «وات ناو» (فاير بيتز ريمكس) – 5:03 2. «وات ناو» (فاير بيتز راديو إديت) – 3:15 3. «وات ناو» (فاير بيتز إنسترمنتل) – 5:03 4. «وات ناو» (آر3هاب ريمكس) – 4:51 5. «وات ناو» (آر3هاب إديت) – 3:24 6. «وات ناو» (آر3هاب إنسترمنتل) – 4:51 7. «وات ناو» (قاي شايمن كلوب مكس) – 7:04 8. «وات ناو» (قاي شايمن راديو إديت) – 4:03 9. «وات ناو» (قاي شايمن مكسشو إديت) – 4:29 10. «وات ناو» (قاي شايمن دب) – 7:04 | - ريمكسات رقمية 2 1. «وات ناو» (آر3هاب ترابد أوت ريمكس) – 3:33 2. «وات ناو» (ريفلكس إكستينتيد) – 3:34 3. «وات ناو» (ريفلكس راديو إديت) – 3:03 |  |

## الرسوم البيانية
| الرسم البياني (13-2012)                             | المركز | المصادر |
| --------------------------------------------------- | ------ | ------- |
| أستراليا (ARIA)                                     | 21     | [ 25 ]  |
| النمسا (Ö3 Austria Top 40)                          | 67     | [ 26 ]  |
| بلجيكا (Ultratop 50 Flanders)                       | 3      | [ 27 ]  |
| بلجيكا (Ultratop 50 Wallonia)                       | 8      | [ 28 ]  |
| كندا (Canadian Hot 100)                             | 27     | [ 29 ]  |
| جمهورية التشيك (IFPI)                               | 25     | [ 30 ]  |
| فرنسا (SNEP)                                        | 52     | [ 31 ]  |
| ألمانيا (Media Control Charts)                      | 49     | [ 32 ]  |
| أيرلندا (IRMA)                                      | 21     | [ 33 ]  |
| لبنان (The Official Lebanese Top 20)                | 18     | [ 34 ]  |
| هولندا (Dutch Top 40)                               | 24     | [ 35 ]  |
| نيوزيلندا (Recorded Music NZ)                       | 13     | [ 36 ]  |
| المملكة المتحدة (OCC)                               | 21     | [ 37 ]  |
| المملكة المتحدة (OCC R&B)                           | 3      | [ 38 ]  |
| المملكة المتحدة (OCC Digital)                       | 21     | [ 39 ]  |
| الولايات المتحدة (Billboard Hot 100)                | 25     | [ 40 ]  |
| الولايات المتحدة (Billboard Hot Dance Club Songs)   | 1      | [ 41 ]  |
| الولايات المتحدة (Billboard Dance/Mix Show Airplay) | 18     | [ 42 ]  |
| الولايات المتحدة (Billboard Digital Songs)          | 46     | [ 43 ]  |
| الولايات المتحدة (Billboard Latin Airplay)          | 46     | [ 44 ]  |
| الولايات المتحدة (Billboard Pop Songs)              | 21     | [ 45 ]  |
| الولايات المتحدة (Billboard Radio Songs)            | 60     | [ 46 ]  |
| الولايات المتحدة (Billboard Streaming Songs)        | 8      | [ 47 ]  |
| الولايات المتحدة (Billboard YouTube)                | 4      | [ 48 ]  |

| الرسم البياني (2013)                              | المركز | المصادر |
| ------------------------------------------------- | ------ | ------- |
| الولايات المتحدة (Billboard Hot Dance Club Songs) | 30     | [ 49 ]  |

## الشهادات
| الدولة   | المزود | الشهادات  | المبيعات | المصادر |
| -------- | ------ | --------- | -------- | ------- |
| أستراليا | (ARIA) | بلاتينيوم | 70,000   | [ 50 ]  |

## تاريخ الإصدار
| الدولة           | التاريخ         | نوع الإصدار              | الشركة المنتجة | المصادر |
| الولايات المتحدة | 29 أغسطس، 2013  | تحميل رقمي (ريمكسات)     | ديف جام        | [ 1 ]   |
| الولايات المتحدة | 17 سبتمبر، 2013 | تحميل رقمي (ريمكسات)     | ديف جام        | [ 3 ]   |
| الولايات المتحدة | 24 سبتمبر، 2013 | ريذمك كونتيمبوراري راديو | ديف جام        | [ 7 ]   |
| الولايات المتحدة | 1 أكتوبر، 2013  | كونتيمبوراري هيت رايدو   | ديف جام        | [ 8 ]   |
| إيطاليا          | 4 أكتوبر، 2013  | كونتيمبوراري هيت رايدو   | يونيفرسال      | [ 51 ]  |
| الولايات المتحدة | 29 أكتوبر، 2013 | تحميل رقمي (ريمكسات 2)   | ديف جام        | [ 5 ]   |
| ---------------- | --------------- | ------------------------ | -------------- | ------- |